# Carlos Velasco Carballo
Carlos Velasco Carballo (Madrid, 16 marzo 1971) è un ex arbitro di calcio spagnolo.

## Carriera
A livello nazionale ha debuttato nel settembre del 2004 nella massima serie spagnola, in cui da allora ad oggi (stagione 2013-14) ha diretto oltre 180 partite.
È stato nominato internazionale il 1º gennaio 2008. Poco dopo, il 26 marzo 2008, ha fatto il suo esordio in una gara tra nazionali maggiori, dirigendo l'amichevole tra Israele e Cile.
Nel giugno 2009 ha diretto una partita di qualificazione ai mondiali del 2010, tra Cipro e Montenegro.
Nell'edizione 2009-10 dell'Europa League ha diretto 6 partite, compreso un turno preliminare.
Nel settembre 2010 ha fatto il suo esordio nella fase a gironi della UEFA Champions League, dirigendo un match tra Shakhtar Donetsk e Partizan Belgrado. Nella stessa edizione è arrivato a dirigere la semifinale di andata tra Schalke 04 e Manchester United.
Il 18 maggio 2011 dirige a Dublino la finale di Europa League tra Porto e Braga.
Nel dicembre 2011 viene selezionato ufficialmente per gli Europei di calcio del 2012 in Polonia ed Ucraina.
Nell'aprile 2012 viene inserito dalla FIFA in una lista di 52 arbitri preselezionati per i Mondiali 2014.
Nel maggio 2012 è designato come quarto uomo in occasione della finale di Champions League tra Bayern Monaco e Chelsea, a Monaco di Baviera, gara diretta dal portoghese Pedro Proença.
Agli Europei in Ucraina e Polonia il fischietto spagnolo dirige due partita della fase a gironi: Polonia-Grecia e Danimarca-Germania, dopodiché viene mandato a casa assieme ad altri tre colleghi dalla commissione UEFA prima della fase ad eliminazione diretta.
Nel dicembre del 2013 è selezionato dalla FIFA per prendere parte alla Coppa del mondo per club 2013 in Marocco. Per il fischietto spagnolo si è trattato della prima apparizione in assoluto in un torneo FIFA. È stato designato per dirigere esclusivamente una delle due semifinali.
Il 15 gennaio 2014 viene selezionato ufficialmente per i Mondiali 2014 in Brasile. Nell'occasione, dirige due partite della fase a gironi per poi essere designato per il quarto di finale tra i padroni di casa del Brasile e la Colombia. In questa partita, il suo operato viene molto contestato per vari motivi, sia dai brasiliani che dai colombiani..
Nel novembre 2015 viene designato dalla commissione arbitrale UEFA per dirigere il ritorno del play off di qualificazione ad Euro 2016 tra l'Ungheria e la Norvegia.
Il 15 dicembre 2015 viene ufficialmente selezionato per gli europei del 2016 in Francia. In Francia viene impiegato per dirigere dapprima due gare della fase a gironi, e successivamente l'ottavo di finale tra Croazia e Portogallo.
Al termine degli europei, con il raggiungimento del limite d'età previsto dalle norme spagnole (45 anni) si ritira sia in campo internazionale che in patria.